# Guylaine Massoutre
Guylaine Massoutre est une essayiste, critique culturelle et enseignante québécoise.

## Biographie
Guylaine Massoutre détient un doctorat en littérature québécoise de la Sorbonne. Elle enseigne la littérature au Cégep du Vieux Montréal,.
De 1997 à 2017, Guylaine Massoutre collabore au cahier Livres du Devoir. Elle est aussi critique de danse pour les Cahiers de théâtre Jeu. En plus de faire partie du comité de rédaction de la revue Spirale, elle signe des essais et des textes de création chez les Éditions Nota bene, Fides et les Éditions du Noroît.
Comme essayiste, elle fait paraître Itinéraires d'Hubert Aquin : chronologie (BQ, 1992), Escale océan (Éditions du Noroît, 2003), L'atelier du danseur (Fides, 2004), Matière noire : les constellations de la bibliothèque (Éditions Nota bene, 2013), Pavane : danse, écriture et création (Éditions du Noroît, 2017) ainsi que Nous sommes le soleil : femmes sous la dictature (Argentine 1976-1983) (Varia, 2019),,,,,.
Massoutre publie également une fiction qui s'intitule Renaissances : vivre avec Joyce, Aquin, Yourcenar (Fides, 2007) dont la critique soulignera « la virtuosité de l’écriture, qui donne constamment l’impression de couler librement tel le flot de la conscience, de même que la connaissance approfondie, chez l’auteur, du monde de l’art, sous toutes ses formes, qui donne à l’ouvrage un remarquable relief ».
Récipiendaire du Prix Raymond-Klibansky (1996) ainsi que du Prix Spirale-Eva-le-Grand (2004), elle est finaliste au Prix du Gouverneur général (2020),.

## Œuvres

### Essais
- Itinéraires d'Hubert Aquin : chronologie, Saint-Laurent, BQ, 1992, 359 p.  (ISBN 2894060661)
- Le rivage des Syrtes, Julien Gracq, Bertrand-Lacoste, 1993, 126 p.  (ISBN 2-7352-0645-9)
- Escale océan, Montréal, Éditions du Noroît, 2003, n.p.  (ISBN 2-89018-514-1)
- L'atelier du danseur, Montréal, Fides, 2004, 270 p.  (ISBN 2762125766)
- Matière noire : les constellations de la bibliothèque, Montréal, Éditions Nota bene, 2013, 293 p.  (ISBN 9782895184768)
- Pavane : danse, écriture et création, avec des photographies de Ginelle Chagnon, Montréal, Éditions du Noroît, 2017, 78 p.  (ISBN 9782897660994)
- Nous sommes le soleil : femmes sous la dictature (Argentine 1976-1983), avec des images de Eva Quintas, Montréal, Varia, 2019, 161 p.  (ISBN 9782896061402)

### Fiction
- Renaissances : vivre avec Joyce, Aquin, Yourcenar, Montréal, Fides, 2007, 439 p.  (ISBN 978-2-7621-2815-4)

## Prix et honneurs
- 1996 - Récipiendaire : Prix Raymond-Klibansky (pour Itinéraires d'Hubert Aquin)[3]
- 2004 - Récipiendaire : Prix Spirale Eva-Le-Grand (pour L'atelier du danseur)[4]
- 2020 - Finaliste : Prix du Gouverneur général (pour Nous sommes le soleil. Femmes sous la dictature (Argentine 1976-1983)[11],[2]